# Soiernseen

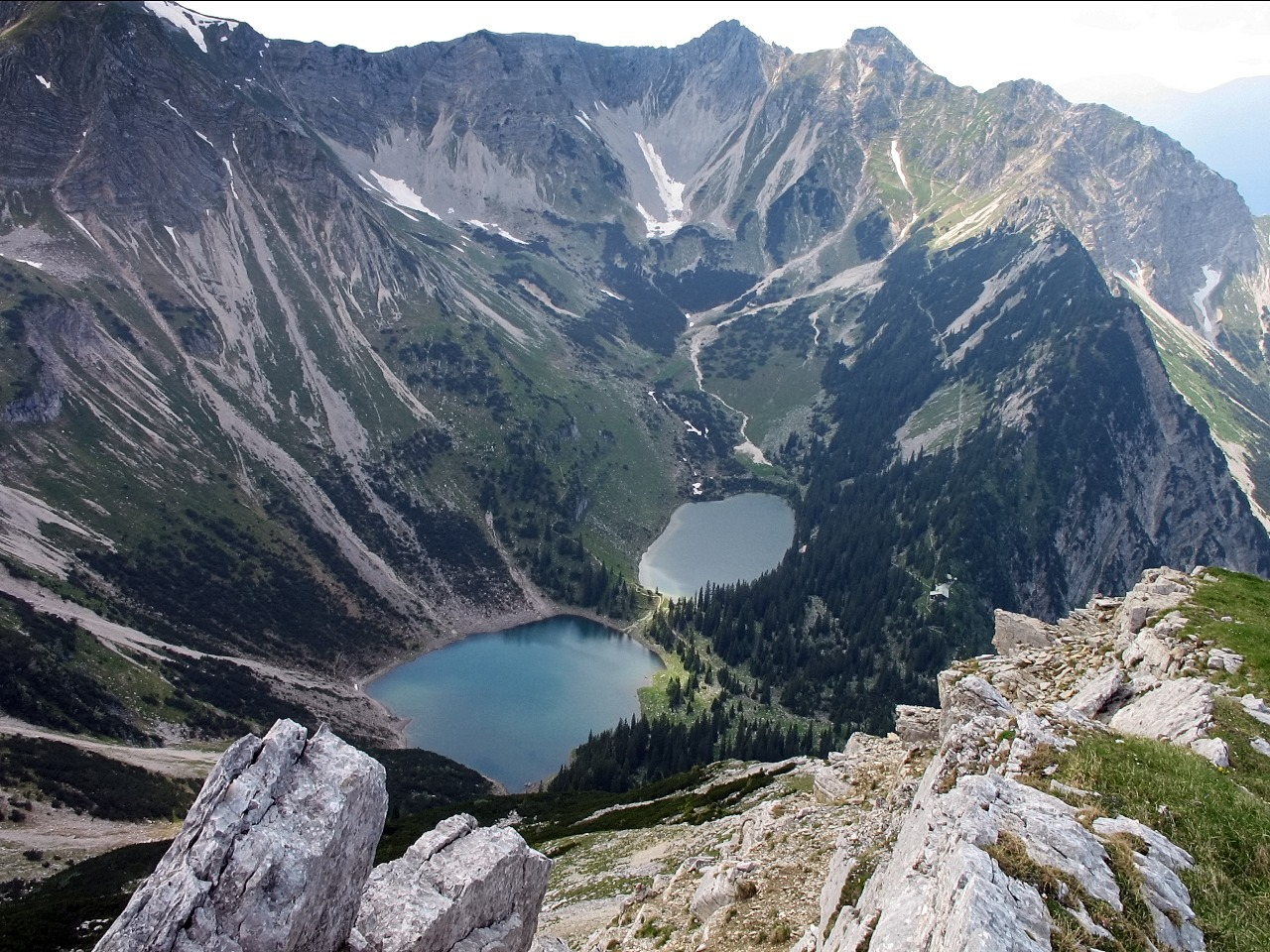
Soiernseen

Soiernseen jsou dvě ledovcová jezera v severní části pohoří Karwendel v zemském okrese Garmisch-Partenkirchen na jihu Německa. Leží v ledovcovém kotli pod vrcholem Soiernspitze v oblasti obce Mittenwald. Rozloha každého ze dvou jezer je 3 ha a jsou od sebe vzdálena 65 m. Jižně od nich na vyšší terase kotle se nachází ještě menší Soiernlache.

## Jezera
| jezero                  | rozloha (ha) | délka (m) | šířka (m) | m.hl. (m)< | objem (m³) | n.v. (m) | Souřadnice                       |
| ----------------------- | ------------ | --------- | --------- | ---------- | ---------- | -------- | -------------------------------- |
| severozápadní Soiernsee | 3            | —         | —         | —          | —          | 1 558    | 47°29′32″ s. š., 11°20′44″ v. d. |
| jihovýchodní Soiernsee  | 3            | —         | —         | —          | —          | 1 549    | 47°29′27″ s. š., 11°20′59″ v. d. |
| Soiernlache             | —            | —         | —         | —          | —          | 1 848    | 47°29′08″ s. š., 11°21′12″ v. d. |

## Vodní režim
Jeho přítoky jsou malé bezejmenné horské potoky. Povrchový odtok jezera nemají. Pod zemí voda odtéká k vodopádu na potoku, který ústí do Fischbachu v povodí Isaru.

## Osídlení
Jezero se nachází v katastru obce Mittenwald. Nad jezery se nachází Soiernhäuser a chata se nachází i přímo u jezera.

## Přístup
Jezera jsou přístupná z Wallgau přes Fischbachalm.

## Historie
Ludvík II. Bavorský nechal 70 metrů nad jezery postavit Soiernhäuser, kde žil v létě několik dní a seshora jezera pozoroval. Ubytování pro služebnictvo a stáje pro koně postavil přímo na břehu. V noci jezdil po jezeru ve člunu a k narozeninám nechal kolem jezer zapálit horské ohně, které se odrážely na hladině.